# El juramento
El Juramento é uma telenovela produzida pela Telemundo e exibida entre 30 de junho e 17 de outubro de 2008, substituindo La traición e sendo substituída por El rostro de Analía. 
É uma versão de Caridad Bravo Adams, remake da história original La Mentira, previamente adaptada para a televisão em 1965 e 1998. 
Natalia Streignard, Osvaldo Ríos, Dominika Paleta, e Pablo Azar foram os protagonistas.

## História
Após retornar ao México, Santiago (Osvaldo Ríos) descobre que seu irmão Diego (Harry Geithner) tinha cometido suicídio por engano e a traição de Alma (Dominika Paleta), por quem estava loucamente apaixonado, sem saber o nome dela Santiago jura vingar a sua morte, e vai em busca dessa mulher na casa da família Robles Conde, uma família muito rica e importante que tem como Teodoro Robles Conde interpretado pelo ator (Héctor Bonilla) dono de uma grande rede hoteleira do país, é lá onde ele conhece Andrea (Natalia Streignard), e Alma.
Alma também consegue manipular a sua tia Luisa (Susana Dosamantes) que a tem como a sobrinha preferida e deseja o seu casamento com seu único filho Juan Pablo (Pablo Azar), sempre fazendo suas vontades, ao contrário de Andrea á quem ela detesta e quer longe de sua casa quando descobre que seu filho está apaixonado por ela.
Santigo ficou impressionado com a beleza de Andrea e erroneamente suponhe que ela era a culpa pela desgraça do seu irmão, então planeja a sua vingança conquitando-a, sem saber na verdade que foi sua prima Alma que conseguiu manipular Diego para levá-lo ao suicídio.
Com todas as armas de conquista para Andrea, Santiago consegue o seu amor e á leva para viver em uma casa longe da cidade, onde ele iniciou seus maltratos emocionais cheio de frieza e indiferença. O problema é que, embora Andrea tem o carinho do marido, Santiago vive atormentado porque apesar da sua fúria, está perdidamente apaixonado por ela.
Um dia Andrea decidido confronta-lo e encontrar a causa do seu ressentimento, e é aí quando ele revela a cruel verdade. A mulher, presa ao sofrimento, não pode acreditar que está vivendo em um pesadelo injustificado de vingança e garante que nunca o perdoará. Quando Santiago está convencido do seu erro, decidiu procurar Andrea e já é tarde demais.
Para Santiago, a batalha está apenas começando, ele deve lutar para reconquistar o amor e o perdão de Andrea, que apesar da sua dor, não pode evitar o amor que sente.
A vida dos dois protagonistas é uma história que é dilacerado entre o amor e a decepção, quando o coração é o único capaz de romper a barreira do ódio que separá-los.

## Produção
A Telemundo, que tinha utilizado a atriz Gaby Espino e o ator Fernando Carrillo, foi obrigada a mudar o título do projeto. Inicialmente, foi ao ar de segunda a sexta-feira, mas por não agradar seus produtores, seu horário foi mudado sendo exibida também nos sábados e domingos. Seus capítulos foram reduzidos de 130 para 104. Tal como acontece com a maioria das suas outras telenovelas, a rede transmitiu legendas em Inglês em CC3. Foi a primeira telenovela filmada no novo Estúdios Mexicanos Telemundo na Cidade do México, com localização em Hidalgo e Querétaro.
As duas persoangens principais originalmente iriam se chamar Connie para Alma e Camila para Andrea. El Juramento foi originalmente programada para estrear no final de Fevereiro, sob o título de El Engano. Tudo foi atrasado quando o original Santiago, Fernando Carrillo foi demitido e substituído por Osvaldo Ríos. A co-estrela Gaby Espino saiu devido à sua gravidez, no seu lugar entrou Natalia Streignard. Muitas cenas de Carrillo e Espino tiveram que ser filmadas novamente com os novos protagonistas. O título foi substituído para adaptar o espetáculo à evolução tardia.

## Elenco
- Natalia Streignard .... Andrea Robles Conde
- Osvaldo Ríos .... Santiago de Landeros
- Dominika Paleta .... Alma Robles Conde
- Susana Dosamantes .... Luisa Robles Conde
- Héctor Bonilla .... Teodoro Robles Conde
- Pablo Azar .... Juan Pablo Robles Conde
- Héctor Suárez Gomis .... Esteban
- Salvador Pineda .... Padre Salvador
- Tina Romero .... Silvia
- Harry Geithner .... Diego Platas
- Kenya Hijuelos .... Mirta
- Maria Zaragoza .... Refugio
- Hugo Acosta .... Castillo
- Carlos Torrestorija .... Demian Martain
- Esteban Soberanes
- Claudia Cervantes .... Hortensia
- Luis Uribe .... Alejandro
- Tina Romero .... Silvia
- Mar Carrera
- Martin Navarrete .... Dr. Francisco Mejido
- Paola Toyos.... Sheila

## Versões
- La mentira (1952), filme dirigido por Juan J. Ortega e protagonizada por Marga López, Jorge Mistral e Gina Cabrera.

- La mentira (1965), telenovela dirigida e produzida por Ernesto Alonso para Televisa. Protagonizada por Julissa, Enrique Lizalde e Fanny Cano.

- Calúnia (1966), telenovela adaptada por Thalma de Oliveira para a TV Tupi. Foi protagonizada por Fernanda Montenegro, Sérgio Cardoso e Geórgia Gomide.

- La mentira (1970), filme dirigido por Emilio Gómez Muriel e protagonizada por Julissa, Enrique Lizalde e Blanca Sánchez.

- El amor nunca muere (1982), telenovela dirigida por Alfredo Saldaña e produzida por Ernesto Alonso para Televisa. Protagonizada por Christian Bach, Frank Moro e Silvia Pasquel.

- La Mentira (1998), telenovela dirigida por Sergio Castaño e produzida por Carlos Sotomayor para Televisa, protagonizada por Kate del Castillo, Guy Ecker e Karla Álvarez.

- Cuando me enamoro (2010), telenovela dirigida Karina Duprez e produzida por Carlos Moreno Laguillo para Televisa, protagonizada por Silvia Navarro, Juan Soler e Jessica Coch.

- Corações Feridos (2010), telenovela produzida pelo SBT adaptada por Íris Abravanel, e exibida a partir de 2012 pelo mesmo canal, foi protagonizada por Patrícia Barros, Flávio Tolezani e Cynthia Falabella.

- Lo imperdonable (2015), telenovela de 2015 produzida pela Televisa, remake reformado protagonizado por Ana Brenda Contreras, Iván Sánchez e Grettell Valdéz.